# Народна Рада Сирії
Народна Рада Сирії (араб. مجلس الشعب, Меджліс аль-Шааб) — головний законодавчий орган Сирії. Складається з 250 депутатів, які обираються у 15 багатомандатних виборчих округах всенародним голосуванням на 4 роки. Не менше 50 % парламентарів повинні представляти робітників чи селян. Згідно нової Конституції, у 2012 році парламентські вибори вперше за останні 40 років пройшли за багатопартійною системою. До цього лише партії, що входили до Національного прогресивного фронту, могли брати участь у виборах.

## Повноваження
Народна Рада проводить три чергових засідання на рік та може бути скликана на спеціальну сесію Головою парламенту, президентом країни чи третиною членів Ради. Парламент приймає закони, обговорює політику уряду, затверджує загальний бюджет і плани розвитку, ратифікує договори і призначає кандидата на пост президента країни.

Народна Рада наділена повноваженнями для обговорення, зміни і схвалення законів та указів Президента. Народна Рада має право висловлювати недовіру окремим міністрам або Раді Міністрів у цілому. Її повинні висловити не менше однієї п'ятої частини депутатів і схвалити більшістю Народної Ради. Після цього Рада Міністрів чи міністр повинні піти у відставку.

Народна Рада обговорює та приймає закони. Будь-який закон, прийнятий Радою, подається на розгляд Президенту, який має один місяць, щоб оприлюднити закон або повернути його в парламент. Будь-який повернутий закон може бути поставлений на повторне голосування. Якщо законопроєкт отримає дві третини голосів присутніх і принаймні абсолютну більшість всіх членів законодавчого органу, то президент повинен підписати законопроєкт. Одна третина членів Народної Ради може пропонувати поправки до Конституції, хоча, щоб вона набрали чинності, такі поправки повинні підтримати три чверті депутатів і затвердити Президент.

## Керівництво та структура
Члени Народної Ради обирають Голову Народної Ради на однорічний термін абсолютною більшістю у першому турі і простою більшістю в наступних. Спікер скликає сесії, встановлює і змінює порядок денний парламенту, організовує обговорення та встановлює час на виступи, розглядає питання про прийнятність законів та поправок, подає тексти до однієї з постійних комісій Ради для вивчення, розглядає питання про прийнятність запитів на створення тимчасових комітетів та/або спеціальних комітетів з розслідування і пропонує або приймає рішення про створення таких комітетів. Він також бере слово в законодавчих дебатах, бере участь у голосуванні, пропонує закони або поправки.

## Останні вибори
Останні парламентські вибори пройшли в Сирії 7 травня 2012 року при явці виборців 51,26 %. Всього у виборах взяло участь 7195 кандидатів. З них обрали 250 депутатів, серед яких 209 вперше пройшли у парламент. До складу Народної Ради увійшло і 30 жінок. Більшість місць у Народній Раді здобула партія Баас — близько 60 % з 250 депутатів. Разом із іншими пропрезиденськими партіями вони сформували Національний прогресивний фронт. Народний фронт за зміни та звільнення здобув лише 5 місць в парламенті. 

На першому засіданні новообраної Народної Ради 24 травня 2012 року на пост Голови парламенту 225 голосами із 250 було обрано представника партії Баас Мухаммеда Джихад аль-Ляхама. Його суперник — незалежний депутат Мухаммед Наджіб ад-Дунедін здобув лише 8 % голосів.
Результати виборів до Народної Ради Сирії 7 травня 2012 р.
| Парії                                                      | Голоси | % | Місця | Розподіл місць |
| ---------------------------------------------------------- | ------ | - | ----- | -------------- |
| Національний прогресивний фронт (НПФ)                      |        |   | 168   |                |
| - Партія арабського соціалістичного відродження (Баас)     | 134    |   | 168   |                |
| - Партія соціалістів-юніоністів                            | 18     |   | 168   |                |
| - Комуністична партія Сирії (фракція Віссаль Фархи Багдаш) | 8      |   | 168   |                |
| - Комуністична партія Сирії (фракція Юсуфа Файсала)        | 3      |   | 168   |                |
| - Рух "Національний пакт"                                  | 3      |   | 168   |                |
| - Арабський соціалістичний союз (АСС)                      | 2      |   | 168   |                |
| Народний фронт за зміни та звільнення                      |        |   | 5     |                |
| - Сирійська соціал-націоналістична партія (ССНП)           | 4      |   | 5     |                |
| - Партія народної волі                                     | 1      |   | 5     |                |
| Безпартійні                                                |        |   |       | 77             |
| Всього                                                     |        |   | 250   |                |
| Джерело: Народна Рада Сирії                                |        |   |       |                |